# Giampiero Ventura
Gian Piero (Giampiero) Ventura (Genua, 14 januari 1948) is een Italiaans voetbaltrainer en voormalig voetballer.

## Biografie
Ventura werd in 1948 in Genua geboren als Gian Piero Ventura. Echter is er veel onduidelijkheid over de precieze voornaam van Ventura. Volgens de burgerlijke stand, de Italiaanse voetbalbond en UEFA is het Gian Piero, de FIFA en Serie A gebruiken veelal Giampiero.

## Spelerscarrière
Na kort bij Sampdoria in zijn thuisstad Genua te hebben gespeeld, moest hij op zijn dertigste noodgedwongen stoppen met voetballen door aanhoudende rugblessures.

## Trainerscarrière
Ventura werd na zijn vervroegd voetbalpensioen jeugdcoach bij Sampdoria. In 1979 werd hij er assistent-coach. Hij verliet Sampdoria in 1981 voor verschillende amateurteams in de regio Ligurië. In 1985 won hij voor het eerst promotie naar het betaald voetbal met zowel Albenga als Entella.
In 1987 werd hij hoofdcoach bij Serie C1-club Spezia. Hij werd voor het einde van het seizoen al ontslagen. Hij vervolgde zijn loopbaan als trainer hierna bij Centese. Onder zijn leiding speelde Centese twee matige seizoenen en degradeerde ze zelfs naar de Serie C2. Hij werd daarom ontslagen, maar in 1989 tekende hij een contract bij Pistoiese in de Interregionale (het huidige Serie D). Na drie jaar bij Pistoiese vertrok hij naar Giarre in de Serie C1. Hij eindigde er op een vierde plaats, wat tot op heden nog steeds de hoogst behaalde positie ooit voor Giarre is. In 1993 werd hij aangesteld als hoofdcoach bij Serie B-club Venezia. In zijn eerste seizoen eindigde hij nog als zesde, maar in het tweede seizoen bij Venezia moest hij vroegtijdig het veld ruimen.
In 1995 keerde Ventura terug naar de Serie C1, bij Lecce. Met Lecce promoveerde hij tweemaal achter elkaar, naar de Serie A. In 1997 sloot hij zich aan bij Cagliari in de Serie B, waarmee hij ook promoveerde naar de Serie A. In het seizoen 1998/99 maakte Ventura zijn Serie A-debuut als coach. Hij hielp Cagliari aan een twaalfde plaats. Tijdens het seizoen 1999/00 keerde Ventura terug in Genua, bij Sampdoria in de Serie B. Door de behaalde vijfde plaats liep Sampdoria net promotie mis.
Na één jaar zonder baan werd Ventura hoofdcoach bij Udinese in de Serie A. In het seizoen 2001/02 haalde hij enkel een veertiende plaats met de club uit Udine. Tussen 2002 en 2004 was Ventura weer hoofdcoach bij Cagliari. In het eerste seizoen eindigde Cagliari nog als negende, maar in het tweede achtereenvolgende seizoen (inmiddels al zijn vierde in totaal bij Cagliari) werd hij ontslagen. In het seizoen 2004/05 moest hij met Napoli zien te promoveren naar de Serie A. Dit lukte niet en Ventura werd opgevolgd door Edoardo Reja. In het seizoen 2005/06 werd hij aangesteld als hoofdcoach bij Messina, ook in de Serie A. Met Messina degradeerde hij naar de Serie B. In december 2006 verving hij Massimo Ficcadenti bij Hellas Verona. Ondanks dat hij van de laatste plaats af stootte met Hellas, kon hij de degradatie play-offs niet voorkomen. Deze werden verloren van de club die hij eerder dienstdeed: Spezia.
In juni 2007 werd bekendgemaakt dat Ventura was aangesteld bij Pisa (promovendus in de Serie B). Na een seizoen stonden in de promotieplay-offs (die werden verloren van opnieuw een oude club van Ventura, Lecce). Nadat de club overgenomen werd, werd Ventura ontslagen en vervangen door Alessandro Costacurta.
Op 26 juni 2009 tekende Ventura een contract bij Bari tot juni 2010 in de Serie A. Hij verving Antonio Conte. Hij eindigde met Bari op de tiende plaats. Een seizoen later, in 2010/11, had Bari het moeilijker. Dit resulteerde in een laatste plaats tijdens de winterstop. Ook had Bari slechts één keer gewonnen en stond het negen punten onder de degradatiestreep in de Serie A. Ventura stapte op en werd vervangen door Bortolo Mutti. Bari eindigde onder Mutti's leiding als laatste.
Op 6 juni 2011 kreeg Ventura de leiding bij Torino in de Serie B. Zijn aankondiging leidde tot kleine protesten van de fanatieke aanhang tijdens de eerste trainingen. Desalniettemin leidde Ventura Torino dat seizoen naar een tweede plaats en dus promotie. Het doel het seizoen daarna was om degradatie te voorkomen. Op 12 mei 2013 werd handhaving veilig gesteld en een jaar later. Op 6 februari 2014 verlengde hij zijn contract bij Torino tot 2016. Het seizoen 2013/14 was Ventura's succesvolste seizoen bij Torino. Met de WK 2014-internationals Alessio Cerci en Matteo Darmian leidde hij Torino voor het eerst sinds 1994 weer Europa in. Dat seizoen in de Europa League (seizoen 2014/15) overleefde hij de groepsfase in een poule met HJK, Club Brugge en Kopenhagen. Daarna overleefde Ventura met Torino het tweeluik tegen het Spaanse Athletic Bilbao door over twee wedstrijden met 5–4 te winnen. In de achtste finale bleek FK Zenit Sint-Petersburg te sterk. De ploeg uit Rusland won het tweeluik met 2–1. Na afloop van het seizoen 2015/16 verving Torino Ventura voor Siniša Mihajlović, omdat hij bondscoach van Italië werd. In de eerste interland onder zijn leiding, een vriendschappelijk duel op donderdag 1 september 2016, verloor de ploeg in Bari met 3-1 van Frankrijk. Ventura liet drie spelers hun debuut maken voor de Azzurri: Gianluigi Donnarumma, Daniele Rugani en Andrea Belotti. De Italiaanse bond zette Ventura op 15 november 2017 aan de kant nadat hij zich met Italië niet had weten te kwalificeren voor het WK 2018. Hierna was hij in 2018 slechts één maand eindverantwoordelijk bij Chievo Verona. Hij stapte na 34 dagen zelf op. Op 30 juni 2019 werd Ventura gecontracteerd door US Salernitana 1919 uit de Serie B. Daar stapte hij op 1 augustus 2020 op nadat de ploeg onder zijn leiding zich niet had weten te kwalificeren voor de play-offs voor promotie naar de Serie A.

## Erelijst

### Als trainer
Lecce
- Serie C1

1995-96
 Entella
- Serie D

1984-85
 Pistoiese
- Serie D

1990-91